# صوفيا تايلور علي
صوفيا تايلور علي (بالإنجليزية: Sophia Taylor Ali)‏ هي ممثلة أمريكية، ولدت في 7 نوفمبر 1995 بسان دييغو في الولايات المتحدة.

## أعمال

### أفلام
- (2018) حقيقة أم جرأة
- (2022) أنشارتد (فيلم)

## وصلات خارجية
- صوفيا تايلور علي على موقع IMDb (الإنجليزية)
- صوفيا تايلور علي على موقع ميتاكريتيك (الإنجليزية)
- صوفيا تايلور علي على موقع روتن توميتوز (الإنجليزية)
- صوفيا تايلور علي على موقع قاعدة بيانات الأفلام العربية
- صوفيا تايلور علي على موقع ألو سيني (الفرنسية)
- صوفيا تايلور علي على موقع أول موفي (الإنجليزية)
- صوفيا تايلور علي على موقع قاعدة بيانات الأفلام السويدية (السويدية)
- صوفيا تايلور علي على موقع قاعدة بيانات الفيلم (الإنجليزية)
- صوفيا تايلور علي على موقع ليتربوكسد (الإنجليزية)
- صوفيا تايلور علي على موقع كينوبويسك (الروسية)